# Newニンテンドー2DS LL
Newニンテンドー2DS LL（ニューニンテンドーツーディーエス エルエル、New Nintendo 2DS LL、略称：New 2DS LL）は、任天堂が2017年7月13日に発売した携帯型ゲーム機。ニンテンドー2DSの上位モデルに当たる。これが、平成最後の任天堂の携帯型ゲーム機となった。
Newニンテンドー3DS LLから裸眼立体視（3D）機能を削除することで価格を低く抑えた廉価モデル。ソフトウェアはNewニンテンドー3DS、ニンテンドー3DSおよび前世代機ニンテンドーDSのものが使用可能。
2020年9月16日に生産終了を発表。ニンテンドー3DSシリーズでは最後のモデルであった。

## ハードウェア

### Newニンテンドー3DS LLからの変更点
裸眼立体視機能の削除以外にも一部変更点がある。
- スピーカー位置が上画面横から下画面側の縁に移動。
- ストラップホールの廃止[3]。
- 外側カメラ位置が上画面側から下画面側に移動。また内側カメラの位置は上画面上からヒンジ部分に移動。
- HOMEボタン位置が下画面左下に移動。
- 3DSカードスロットへのカバーの設置。
- バッテリーがユーザーの手では交換不可能になった。そのためmicroSDカードスロットが3DSカードスロットの隣（カバーの内側）に移動。ニンテンドー3DS LL以前のモデル同様に取り外しが容易になったが、パソコンでのmicroSDカードの管理はnewニンテンドー3DS LL同様に使用可能[4]。
- 画面の明るさ自動調節機能の廃止[5]。
- 専用の充電スタンド及び充電スタンド用の端子の廃止。ケーブル接続のみでの充電となった。

## 仕様
前述通りnewニンテンドー3DS、及びnewニンテンドー3DS LLと同様のソフトが起動可能である。また、これらのモデルと同様、インターネットブラウザのフィルタリングは工場出荷時点で有効になっている。性能は、裸眼立体視以外は、ほとんど変わらないが、安い分液晶が少し安いものに変更がされている。
以下の記述は特記事項のない限りは日本での発売日。
オリジナルカラー
- ブラック×ターコイズ（2017年7月13日発売）
- ホワイト×オレンジ（2017年7月13日発売）
- ブラック×ライム（2017年10月5日発売）
- ホワイト×ラベンダー（2017年10月5日発売）

限定モデル（ソフト同梱なし）
モンスターボールエディション（2017年11月17日発売）
天面にモンスターボールのデザインが施されたNewニンテンドー2DS LL。
ピカチュウエディション（2017年11月17日発売）
天面にピカチュウのデザインが施されたNewニンテンドー2DS LL、ポケモンセンター限定。
限定モデル（ソフト同梱版）
ドラゴンクエスト はぐれメタルエディション（2017年7月29日発売）
天面にはぐれメタルのデザインが施されたNewニンテンドー2DS LL、『ドラゴンクエストXI 過ぎ去りし時を求めて』のソフト（パッケージ版）が同梱。
とびだせ どうぶつの森 amiibo＋パック（2018年7月19日発売）
天面にどうぶつの森のデザインが施されたNewニンテンドー2DS LL、『とびだせ どうぶつの森 amiibo＋』のダウンロード版をプリインストール。
マリオカート7パック（2018年7月19日発売）
ブラック×レッドのNewニンテンドー2DS LL、『マリオカート7』のダウンロード版をプリインストール。
MINECRAFT CREEPER EDITION（2018年8月2日発売）
天面にクリーパーのデザインが施されたNewニンテンドー2DS LL、『Minecraft: New Nintendo 3DS Edition』のダウンロード版をプリインストール。
HYLIAN SHIELD EDITION（2018年9月3日13時まで予約受付、2018年10月下旬以降順次発送）
天面に「ハイリアの盾」と同じ文様が施されたNewニンテンドー2DS LL、『ゼルダの伝説 時のオカリナ3D』のダウンロード版をプリインストール。マイニンテンドーストア限定。
日本未発売
purple + silver（2018年9月28日）
北米地域で発売。『マリオカート7』のダウンロード版をプリインストール。

## 本体・周辺機器

### 本体
| 型番    | 名称                       | 備考                                         |
| ------- | -------------------------- | -------------------------------------------- |
| JAN-001 | Newニンテンドー2DS LL 本体 | カラーバリエーションによる型番の違いはない。 |

### 周辺機器
| 型番     | 名称                                   | 備考 |
| -------- | -------------------------------------- | --- |
| WAP-002  | ACアダプタ                             | 本体への電源供給および内蔵充電池の充電を行うためのACアダプタ。 Newニンテンドー3DSシリーズ、ニンテンドー3DSシリーズ、ニンテンドーDSiシリーズ等と共用。 |
| CTR-003  | 専用バッテリーパック                   | 本体内蔵。ユーザーの手で取り外しは出来ない。交換が必要な場合は任天堂に交換依頼をする必要がある。                                                      |
| JAN-004  | 専用タッチペン                         | New 2DS LL専用タッチペン。使用していない時は本体に収納可能。本体同梱。                                                                                |
| KTR-011  | microSDHCメモリーカード16GB            | 市販されているmicroSDHCメモリーカードと機能は同じである。microSDカードアダプター（KTR-013）同梱。microSDXCカードには非対応。                          |
| KTR-012  | microSDHCメモリーカード32GB            | 市販されているmicroSDHCメモリーカードと機能は同じである。microSDカードアダプター（KTR-013）同梱。microSDXCカードには非対応。                          |
| NSL-0007 | マルチポーチ for Newニンテンドー2DS LL | ポケットモンスター ウルトラサン・ウルトラムーンの柄のポーチ。ファスナーチャーム付 2017年11月17日発売。                                                |